# Laro
Laro är en ort i Burkina Faso.   Den ligger i regionen Boucle du Mouhoun, i den sydvästra delen av landet, 190 km sydväst om huvudstaden Ouagadougou. Laro ligger 261 meter över havet och antalet invånare är 2 819.
Terrängen runt Laro är platt. Runt Laro är det ganska glesbefolkat, med 24 invånare per kvadratkilometer.. Laro är det största samhället i trakten.
Omgivningarna runt Laro är en mosaik av jordbruksmark och naturlig växtlighet.